# San Telmo Museoa

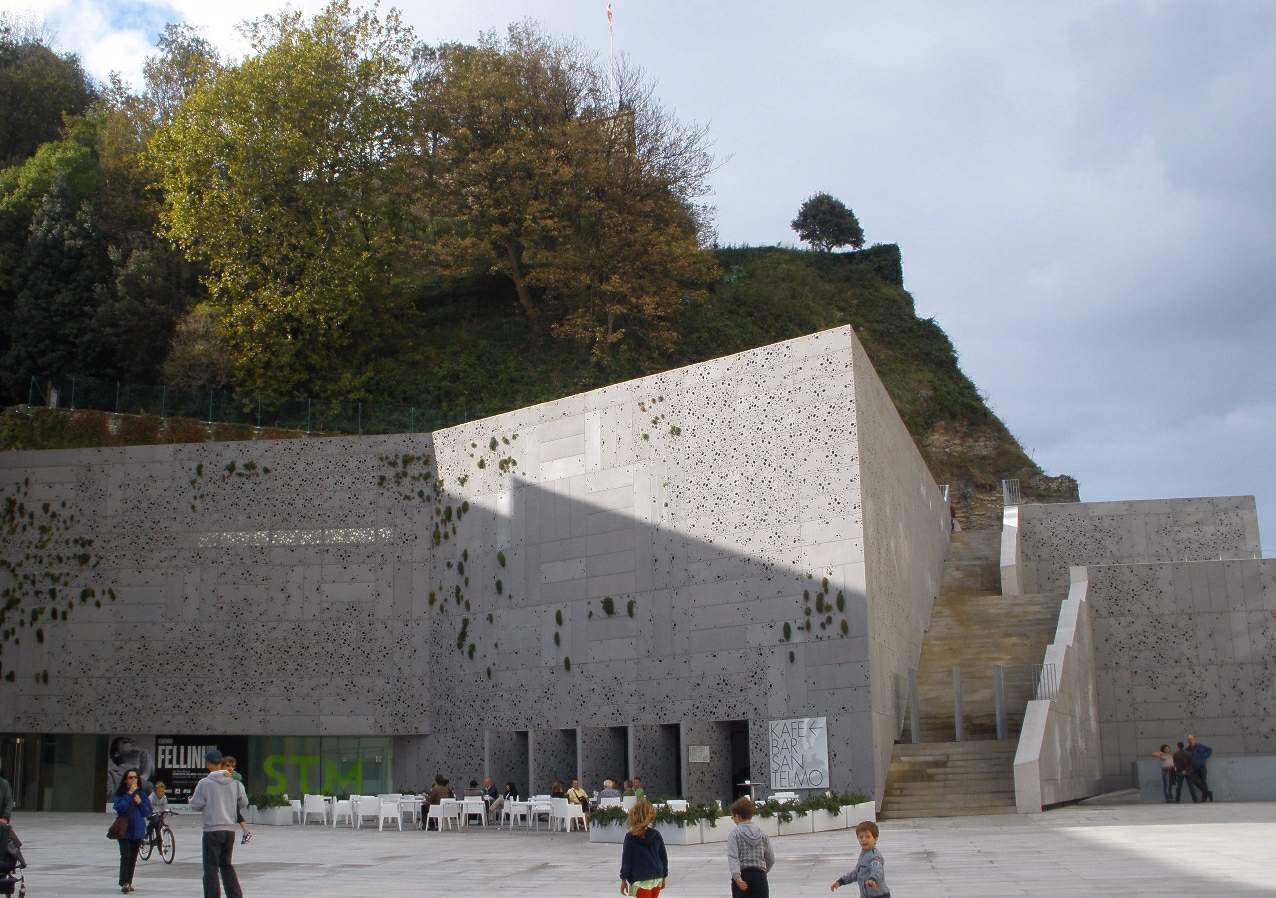
het museum

Het San Telmo Museoa of STM (Spaans: Museo San Telmo) is een kunstmuseum in het Spaanse San Sebastián. Het museum werd gesticht in 1932 en in 2011 gerestaureerd. Het museum toont kunstwerken, archeologische vondsten en etnografische stukken. Tot de collectie schone kunsten behoren schilderijen van El Greco en Pieter Paul Rubens, Ignacio Zuloaga.